# 브랜뉴뮤직
브랜뉴 뮤직 (Brand New Music)은 2011년에 라이머가 세운 대한민국의 힙합 레이블이다.
원래 조PD의 스타덤 엔터테인먼트와 라이머의 브랜드 뉴 프로덕션이 합쳐진 브랜드뉴 스타덤이었지만 이후 성격, 음악 차이 등으로 라이머 및 대부분의 프로듀서진들이 2011년 중순 들어 독립해 나오면서 만들어진 레이블로, 현재 Brand New Stardom과 활동은 완전히 별개이다. 이들의 설립 공식 뉴스는 없었으나, 2011년 8월 Verbal Jint의 새 앨범 티저 영상이 돌면서 "브랜드뉴 뮤직"의 이름이 기사에 들어가기 시작하였으며, 이 앨범 Go Easy의 성공으로 대중음악계와 힙합씬에서 자리를 공고히 하였다. 이후 2012년은 Verbal Jint와 팬텀의 성공 및 P-Type의 영입 등으로 화제가 되며 좋은 성적으로 한 해를 마감하였다. 이들은 2012년 말 단체 공연 Brand New Year를 선보였으며 이와 함께 첫 단체 앨범인 디지털 싱글 인 Brand New Year를 발표하였다. 서브 레이블로 브랜뉴에이 (Brand New A)를 두고 있다.
한때 코리안룰렛을 산하 레이블로 두고 있었으나, 코리안룰렛의 설립자인 키겐이 브랜뉴뮤직을 나오고 스타쉽 엔터테인먼트로 이적하면서 현재는 계열사에서 분리되었다.

## 소속 연예인

### 현재 소속[3]
- 라이머 a.k.a Mr. BIG Daddy
- B.N.R. - MasterKey
- 한해
- 트로이(TROY) - 범키, 칸토, 재웅, 창우
- As One - 크리스탈, 민
- Miss $ - 강민희
- 이루펀트 - 키비, 마이노스
- 태완
- 이강
- 양다일
- DJ IT
- DJ Juice
- 그리
- Xepy
- 멜리
- Assbrass
- 707 - 임영훈, 최영수
- 옌자민
- eSNa
- AB6IX - 전웅, 김동현, 박우진, 이대휘
- 루리
- YOUNITE - 은호, 은상, 스티브, 형석, 우노, DEY, 경문, 시온
- 1% - 9999, HWA.B
- 뮤지

### BRANDNEW-A 소속
- 빈센트 블루

## 과거 소속
- 임영민 (AB6IX, MXM 출신)
- KittiB
- 채은정 a.k.a Enjel
- 제이켠
- 스컬
- 킵루츠
- Swings
- 시진
- 현승민
- 오유미
- 팬텀 - 키겐, 산체스
- 허인창
- 피타입
- 프리티브라운 - 현중, 구인회
- 키겐
- DJ Universe
- 에스비
- 새벽공방 - 희연, 여운
- MOOK
- 비즈니즈
- 산체스
- 챈슬러
- San E a.k.a Rap Genius
- YDG
- Verbal Jint
- JACE
- Henney
- 스윙스
- Rudals
- BDC - 홍성준, 김시훈, 윤정환
- 요다영
- 한동근
- YOUNITE - 현승

## 단체 앨범
- 2012년 디지털 싱글 Brand New Year
- 2014년 디지털 싱글 Brand New Year vol.2 - You Make Me Feel BRAND NEW
- 2014년 디지털 싱글 Brand New Music Project Single 'Brand New Year Vol.3 - Brand New Day'
- 2015년 디지털 싱글 BRAND NEW YEAR 2015 'BRAND NEW SHIT'
- 2016년 디지털 싱글 RESPECT THE NAME'
- 2017년 디지털 싱글 BRANDNEW YEAR 2017 `BRANDNEW SEASON`
- 2023년 디지털 싱글 White Christmas

## 같이 보기
- 역시 스트라이크